# Dianthus praecox
Dianthus praecox är en nejlikväxtart. Dianthus praecox ingår i släktet nejlikor, och familjen nejlikväxter.

## Underarter
Arten delas in i följande underarter:
- D. p. lumnitzeri
- D. p. praecox
- D. p. pseudopraecox